# VISUALIZE
『VISUALIZE』（ヴィジュアライズ）は勝田一樹のアルバム。2016年5月4日、ZAIN RECORDSから発売された。

## 概要
アルバムタイトルの由来は「音楽は耳で聴く物ですが、目でも見られるような音になってくれたら」という意味を込めて自らが命名したもの。

## 収録曲
全曲　作曲・編曲：勝田一樹（特記以外）
1. A Light Heart
2. Get Up And Go
テレビ東京『ゴルフの真髄』エンディングテーマ
3. It's Time
4. Sound Box
編曲：勝田一樹・大島こうすけ
5. True
ストリングスアレンジ：池田大介
6. Jazz Music
7. Power Over Me
編曲：勝田一樹・大島こうすけ
8. Silver Moon
9. Side Step
10. Red Wind

## レコーディング参加
- 勝田一樹（DIMENSION） - サックス
  - 菰口雄矢 - ギター[1][2]
  - 大島こうすけ - キーボード、プログラミング(#4, 7)[1][2]
  - 川崎哲平 - ベース[2]
  - 須藤満 - ベース[2]
  - 則竹裕之 - ドラム[2]
  - 村石雅行 - ドラム[2]
  - 小野塚晃 - キーボード[2]、ローズ・ピアノ(#9)[1]